# Clay Mathematics Institute
O Clay Mathematics Institute (CMI) é uma fundação privada sem fins lucrativos, baseada em Cambridge, Massachusetts. O instituto é dedicado a ampliação e disseminação do conhecimento matemático. Ele promove várias premiações e patrocínios a matemáticos promissores. O instituto foi fundado em 1998 pelo empresário Landon T. Clay, que o financiava, e o matemático de Harvard Arthur Jaffe, que concebeu e implementou sua estrutura e missão. 
Entre as premiações promovidas pelo instituto, encontram-se aquelas recebidas pela solução de qualquer um dos Problemas do Prémio Millenium.